# Menara Citibank
La Menara Citibank est un gratte-ciel de 190 mètres de hauteur construit en 1995 à Kuala Lumpur, en Malaisie.
Il abrite des bureaux sur 50 étages.
L' architecte est la grande agence malaisienne Hijjas Kasturi Associates